# Angela Henke
Angela Elisabeth Henke (* 3. Februar 1978 in Witten) ist eine deutsche Juristin und seit dem 1. Juli 2019 Richterin am deutschen Bundesverwaltungsgericht in Leipzig.
Nach Ablegung der ersten juristischen Staatsprüfung im Jahr 2002 und einem anschließenden Studienaufenthalt in den Vereinigten Staaten verlieh ihr die Universität von Virginia im Jahr 2003 den akademischen Grad Master of Laws (LL.M.). Im September 2004 promovierte sie die Universität Münster zum Doktor der Rechte zum Thema „Arbeitsrechtliche Schiedsgerichtsbarkeiten im internationalen Vergleich“. Nachdem Henke die zweite juristische Staatsprüfung 2005 absolviert hatte, wurde sie im Februar 2006 am Verwaltungsgericht Oldenburg zur Richterin auf Probe ernannt. Ab November 2007 war sie zunächst für sechs Monate an den Landkreis Cloppenburg und anschließend für zwei Jahre bis April 2010 als wissenschaftliche Mitarbeiterin an das Bundesverfassungsgericht abgeordnet. Dem schloss sich eine Abordnung an das Niedersächsische Oberverwaltungsgericht an, an welches sie im November 2010 unter Ernennung zur Richterin am Oberverwaltungsgericht versetzt wurde.
Das Präsidium des Bundesverwaltungsgerichts hat Henke dem für Wehrdisziplinarsachen zuständigen 2. Wehrdienstsenat zugewiesen. Zudem ist sie Richterin im Fachsenat nach § 189 VwGO.

## Publikationen
- Arbeitsrechtliche Schiedsgerichtsbarkeiten im internationalen Vergleich: US-amerikanische Entertainment Arbitration als Lösungsmodell zur Erweiterung und Entstaatlichung der Schiedsgerichtsbarkeiten im deutschen Unterhaltungssektor. GCA-Verlag, Herdecke 2004, ISBN 978-3-89863-179-2.
- Kommunale Steuern (= Schriftenreihe NWB-Praxishandbücher kommunale Abgaben. Band 7). nwb, Herne 2017, ISBN 978-3-482-66851-7.